# Uroš Račić
Uroš Račić, né le 17 mars 1998 à Kraljevo en Yougoslavie (auj. en Serbie), est un footballeur serbe. Il évolue au poste de milieu de terrain à l'Aris Salonique.

## Biographie

### En club
Uroš Račić signe son premier contrat professionnel en mars 2016 avec l'Étoile rouge de Belgrade.

### En équipe nationale
Le 11 novembre 2022, il est sélectionné par Dragan Stojković pour participer à la Coupe du monde 2022.

## Statistiques
| Saison                | Club                     | Championnat           | Championnat | Championnat | Coupe(s) nationale(s) | Coupe(s) nationale(s) | Compétition(s) continentale(s) | Compétition(s) continentale(s) | Compétition(s) continentale(s) | Total | Total |
| Saison                | Club                     | Division              | M.          | B.          | M.                    | B.                    | Comp.                          | M.                             | B.                             | M.    | B.    |
| 2015-2016             | Étoile rouge de Belgrade | SuperLiga             | 1           | 0           | -                     | -                     | C3                             | -                              | -                              | 1     | 0     |
| 2016-2017             | Étoile rouge de Belgrade | SuperLiga             | 8           | 0           | 2                     | 0                     | C1                             | -                              | -                              | 10    | 0     |
| 2017-2018             | Étoile rouge de Belgrade | SuperLiga             | 22          | 3           | 2                     | 0                     | C3                             | 10                             | 0                              | 34    | 3     |
| 2018-2019             | Valence CF               | Liga                  | -           | -           | 1                     | 0                     | -                              | -                              | -                              | 1     | 0     |
| 2018-2019             | CD Tenerife (prêt)       | LaLiga 2              | 7           | 1           | -                     | -                     | -                              | -                              | -                              | 7     | 1     |
| Total sur la carrière | Total sur la carrière    | Total sur la carrière | 38          | 4           | 5                     | 0                     | -                              | 10                             | 0                              | 53    | 4     |

## Palmarès
Avec l'Étoile Rouge de Belgrade, Uroš Račić est Champion de Serbie en 2016 et 2018. Avec le SC Braga, il est finaliste de la Coupe du Portugal en 2023.